# Suite récurrente
Pour les articles homonymes, voir Récurrence.
En mathématiques, une suite récurrente (autonome) est une suite associée à une fonction (d’une ou plusieurs variables) appelée fonction de récurrence, laquelle permet de calculer chaque terme à partir des précédents par une relation de récurrence de la forme {\displaystyle \forall n,u_{n+p}=f(u_{n},u_{n+1},\dots ,u_{n+p-1})}. Il s’agit d’un système dynamique discret pouvant être défini par la relation et un ou plusieurs termes initiaux, ou comme suite associée à une autre par une transformation bijective.
En analyse réelle, les suites arithmétiques, géométriques et arithmético-géométriques sont ainsi les premiers exemples de suites récurrentes simples. Les suites logistiques mettent en lumière les comportements de convergence, de cycle limite ou de divergence de suites récurrentes avec une forte sensibilité aux conditions initiales qui relèvent de la théorie du chaos. La suite de Fibonacci est un exemple de suite récurrente linéaire d’ordre 2 avec la relation {\displaystyle \forall n\geq 0,F_{n+2}=F_{n+1}+F_{n}}.
L’étude des variations et de la convergence d’une suite réelle récurrente simple est liée à la recherche des points fixes de sa fonction de récurrence.
Des suites récurrentes peuvent aussi apparaitre dans le contexte des langages rationnels avec des suites de mots.

## Définition

### Définition par récurrence
La relation de récurrence est souvent le support de la définition d’une suite récurrente. À partir d’une fonction f opérant sur un ensemble E et d’un terme initial (ou premier terme) souvent noté u0 ou u1 dans E, la relation {\displaystyle \forall n,u_{n+1}=f(u_{n})} définit de façon unique une suite à valeurs dans E.
Lorsque la fonction de récurrence a des valeurs qui sortent de son ensemble de définition (par exemple dans le cas d’une fonction homographique de la forme {\displaystyle x\mapsto {\frac {ax+b}{cx+d}}} admettant une valeur interdite en {\displaystyle {\frac {-d}{c}}} qui peut apparaitre pourtant dans son ensemble image), la définition par récurrence doit s’appuyer sur la vérification que la fonction de récurrence est toujours bien définie sur les valeurs de la suite. La détermination d’un intervalle stable est une procédure efficace pour justifier la bonne définition d’une suite récurrente à valeurs réelles.

### Suite associée
Si u est une suite récurrente à valeurs dans un ensemble E et si g est une transformation bijective entre l’ensemble E et un ensemble F, la suite associée (vn) = (g(un)) est aussi une suite récurrente dont la fonction de récurrence est obtenue par conjugaison par g : 
{\displaystyle \forall n,v_{n+1}=g(f(g^{-1}(v_{n})))}.
Cette situation apparait notamment lorsque l’on soustrait à une suite arithmético-géométrique le point fixe de sa fonction de récurrence. La suite obtenue est alors géométrique avec le même facteur multiplicatif comme raison.

### Vectorialisation de récurrence multiple
Comme dans le cas particulier des suites récurrentes linéaires, toute suite définie par une relation de récurrence portant sur plusieurs termes précédents peut être obtenue à partir d’une suite vectorielle récurrente simple. Par exemple, si {\displaystyle \forall n,u_{n+3}=f(u_{n},u_{n+1},u_{n+2})}, alors on peut poser
{\displaystyle \forall n,X_{n}=(u_{n},u_{n+1},u_{n+2})} et {\displaystyle F:(x,y,z)\mapsto (y,z,f(x,y,z))} pour obtenir la relation {\displaystyle \forall n,X_{n+1}=F(X_{n})}.

## Suite réelle récurrente simple

### Exemples
| Nom                           | Relation de récurrence                                                                                                   | Conditions                               |
| ----------------------------- | --- | ---------------------------------------- |
| suite arithmétique            | {\displaystyle u_{n+1}=u_{n}+r}                                                                                          |                                          |
| suite géométrique             | {\displaystyle u_{n+1}=u_{n}\times q}                                                                                    | parfois à l’exclusion de la valeur 0     |
| suite arithmético-géométrique | {\displaystyle u_{n+1}=au_{n}+b}                                                                                         | en général a ∈ R∖{0 ; 1}                 |
| suite logistique              | {\displaystyle u_{n+1}=\mu u_{n}(1-u_{n})}                                                                               | dans l’intervalle [0, 1] avec μ ∈ [0, 4] |
| suite de Syracuse             | {\displaystyle u_{n+1}={\begin{cases}u_{n}/2&{\text{si}}\ u_{n}\ {\text{est pair}}\\3u_{n}+1&{\text{sinon}}\end{cases}}} | dans Z                                   |
| suite aliquote                | un+1 est la somme des diviseurs stricts de un                                                                            | dans N∗                                  |

### Propriétés
Si (un) est une suite récurrente à valeurs dans un intervalle I stable par sa fonction de récurrence f, les propriétés de la fonction ne sont pas forcément celles de la suite, mais il existe des liens entre les deux.
Si la fonction de récurrence est croissante, la suite est monotone (mais pas nécessairement avec le même sens de variation que la fonction).
Si la suite converge vers un réel α ∈ I et si la fonction de récurrence est continue alors la limite α est un point fixe de la fonction de récurrence.
Si la fonction de récurrence est dérivable en l’un de ses points fixes noté α, alors ce point fixe est attractif si {\displaystyle \left|f'(\alpha )\right|<1} et ce point fixe est répulsif si {\displaystyle \left|f'(\alpha )\right|>1}.
Le théorème de Charkovski donne des conditions à l’existence de points périodiques pour une suite réelle récurrente simple.